# Cityscoot
Cityscoot est une entreprise française proposant des scooters électriques en libre-service en région parisienne, à Milan et à Turin. Cityscoot est à la fois le nom de l'opérateur et de la marque commerciale.

## Histoire
Lita société est lancée à Paris en juin 2016. Un mois après son lancement, elle lève 15 millions d’euros afin d’augmenter son parc à 1 000 véhicules. En février 2018, elle lève 40 millions d’euros. En mars 2018, elle se lance à Nice, puis en décembre à Milan avec 500 véhicules au démarrage et un objectif d'atteindre 1 000 véhicules avant l'été 2019. En mai 2019, elle se lance à Rome avec 500 véhicules, et entre dans le Next40.
En octobre 2019, Cityscoot annonce un partenariat avec Uber. Les scooters Cityscoot seront intégrés et disponibles sur cette dernière application.
En juillet 2020, Cityscoot ouvre son service à Barcelone, à la suite de l'appel d'offres effectué par la municipalité catalane. Le mois suivant, elle cesse son activité à Rome, évoquant une faible reprise d’activité après le confinement.
En juillet 2021, la société parvient à faire annuler par la justice administrative l'arrêté de la mairie de Paris qui interdit à une grande partie des véhicules à moteur l'accès à la rue de Rivoli. Cette annulation ne porte que sur les deux-roues électriques. La société opérerait 3 700 scooters  électriques en libre service.
En septembre 2022, Cityscoot est recapitalisée par RATP Capital Innovation et la Banque des territoires qui deviennent majoritaires au capital. L'actionnaire fondateur, Bertrand Fleurose, devient un actionnaire minoritaire et cède sa place de PDG à Bertrand Altmayer. La stratégie change avec une recherche d'efficacité du parc plutôt qu'une présence tous azimuts. Ainsi le service est fermé à Barcelone (ouvert en juillet 2020) tandis que la flotte proposée à Paris est réduite de 3 600 à 2 500 scooters.
En mars 2023, l'entreprise est condamnée par la CNIL à une amende de 125 000 €, pour une géolocalisation à outrance, disproportionnée par rapport aux objectifs du service rendu.
Le 20 mars 2023, Cityscoot annonce dans une lettre adressée à ses usagers que le service se retirerait de Nice, du fait que l'entreprise n'ait pas été « retenu comme l’acteur qui opérera à Nice pour proposer des scooters électriques en libre-service ». Le 31 mars, Cityscoot se retire de la ville de Nice.
En novembre 2023, Cityscoot est placé en redressement judiciaire par le tribunal de commerce de Paris. En février 2024, Cooltra, concurrent espagnol de Cityscoot, reprend Cityscoot et 30 des 168 salariés.